# 科纳别耶夫卡角
科纳别耶夫卡角（俄語：Мыс Конабеевка）或边野地岬（日语：／）是克里利翁半岛上的海角，属萨哈林州阿尼瓦区。南边有阿納斯塔西婭角，向东90公里与穆拉莫尔内角隔阿尼瓦湾相望。